# Rejon bołotniński
Rejon bołotniński (ros Болотнинский район) – rejon będący jednostką podziału administracyjnego rosyjskiego obwodu nowosybirskiego.

## Historia
Ziemie dzisiejszego rejonu bołotnińskiego na początku XX wieku znajdowały się w granicach imperialnej guberni tomskiej. Przez ten teren przebiegał trakt z Moskwy do Irkucka, łączący zachód Imperium Rosyjskiego z jego wschodem. Większe osadnictwo na tym terenie zaczyna się na przełomie XVIII i XIX wieku, a samo Bołotnoje powstaje w 1805 roku. Nazwa lokalnego centrum administracyjnego, które równocześnie użycza nazwę rejonowi, pochodzi od pobliskich błot i bagien w których sąsiedztwie osada została ulokowana. W 1909 roku ziemie te tworzą wołost, która od bolszewickiego przewrotu zaczyna być znana jako wołost bołotnińska. W 1924 roku zostaje ona przekształcona w rejon bołotniński. Od 1937 roku znajduje się w składzie obwodu nowosybirskiego. W 1926 roku na obszarze rejonu zlokalizowane były dwa szpitale. W czasach stalinowskich rejon przechodzi przez okres kolektywizacji. W 1936 roku uruchomiono wielki kombinat przetwarzający mleko. Po agresji niemieckiej na ZSRR w 1941 roku na tym terenie umieszczono kilka zakładów produkcyjnych, ewakuowanych z zachodu.

## Charakterystyka
Rejon bołotniński położony jest w północno-wschodniej części obwodu nowosybirskiego, a od jego stolicy, Nowosybirska oddalony jest o 120 kilometrów. Łączna długość jego dróg wynosi 403,1 kilometrów, z czego drogi o utwardzonej nawierzchni to 344,17 kilometrów. Przez obszar rejonu biegną gazociągi należące do Gazpromu. Rejon ma charakter głównie rolniczy, uprawia się tu różne rodzaje zbóż, a także ziemniaki i warzywa. Rolnictwo stanowi 70% całości gospodarki rejonu. Ziemie rolnicze stanowią 33,5% całości gruntów w rejonie, a 38,2% zajmują lasy. Przez jego obszar przebiega autostrada federalna M53, rzeki i jeziora wykorzystywane są przy rybołówstwie, ale także w turystyce i rekreacji. Na terenie rejonu znajduje się 45 placówek edukacyjnych, w tym 29 szkół publicznych. Działa tu także 10 placówek przedszkolnych, szpital oraz 27 przychodni medycznych. Oprócz tego swe siedziby ma tu także szkoła muzyczna, szkoła sportowa, a w 1980 roku otwarto Dom Kultury imienia Siergieja Kirowa. Rejon posiada także własny herb i flagę, których użycie regulowane jest przez specjalną ustawę

## Demografia
Rosjanie stanowią zdecydowaną większość mieszkańców rejonu bołotnińskiego. Władze przewidują, że do 2020 roku liczba ludności wzrośnie do 46 tysięcy osób. W 2009 średnia długość życia mężczyzn na terenie rejonu wynosiła 59 lat, a kobiet 70 lat. Średnia miesięczna płaca w 2009 utrzymywała się na poziomie 8,5 tysiąca rubli. Struktura populacji w 2012 roku wyglądała  następująco:
- Rosjanie - 95%
- Niemcy - 1,9%
- Ukraińcy - 0,8%
- Białorusini - 0,5%
- Tatarzy - 0,2%[10]